# Die tollkühne Rettung der Gangsterbraut Honey Swanson
Die tollkühne Rettung der Gangsterbraut Honey Swanson ist eine US-amerikanische Filmkomödie aus dem Jahre 1948 von Howard Hawks mit Danny Kaye in der Haupt- und Virginia Mayo in der Titelrolle. Diese Produktion ist ein Remake von Hawks sieben Jahre zuvor entstandener Screwball Comedy Die merkwürdige Zähmung der Gangsterbraut Sugarpuss, an dessen Drehbuch Billy Wilder beteiligt war. Bemerkenswert an diesem Film ist nicht nur, dass der legendäre Klarinettist Benny Goodman eine zentrale Rolle spielt, sondern generell die Mitwirkung zahlreicher bedeutender Jazz- und Swingmusiker (darunter Tommy Dorsey, Louis Armstrong und Lionel Hampton) jener Zeit.

## Handlung
Der junge, aber ein wenig weltfremde, Professor Hobart Frisbee und seine ebenfalls professoralen Kollegen Magenbruch, Gerkikoff, Traumer, Oddly und Twingle sind als Musikwissenschaftlicher an der New Yorker Totten Music Foundation tätig. Dort beschäftigen sie sich bereits seit neun Jahren mit der Zusammenstellung einer Enzyklopädie, die das gesammelte Musikwissen der Welt umfassen soll. Eines Tages erscheint die etwas altjüngferliche Namensgeberin der Akademie, Miss Totten, mit ihrem Anwalt im Schlepptau und sorgt bei den zauseligen Herren für Aufruhr, da sie überprüfen möchte, was die Professoren mit ihrer finanziellen Unterstützung eigentlich so treiben. Sie ist recht skeptisch, und so muss der jüngste von ihnen, der jugendlich-schüchterne Frisbee hemmungslos mit Miss Totten flirten. Dies tut er auf ziemlich linkische Weise mittels einer Vorführung eines polynesischen Liebesgesangs, hat aber erstaunlicherweise Erfolg damit. Die umschmeichelte Stifterin zieht davon und sichert den Herren Professoren die Weiterführung des Musikprojekts mit entsprechenden Geldmitteln zu. Kurz darauf tauchen die beiden Fensterputzer Buck und Bubbles auf und bitten die Musikwissenschaftler um Hilfe bei einigen Fragen zu einer im Radio ausgestrahlten Quizshow.
Die Professoren werden durch die beiden aufgeschreckt, denn dank Buck und Bubbles wird den weltabgewandten Wissenschaftlern klar, dass sie mit ihrem fachlichen Wissen nicht ganz auf der Höhe sind und in ihrer Weltabgeschiedenheit so manche Musikströmung der vergangenen Jahre schlicht nicht mitbekommen haben. Die beiden Fensterputzer konfrontieren die Akademiker mit Musikrichtungen der Moderne wie Jazz, Swing, Boogie Woogie und Bebop. Professor Frisbee, der Volksmusikexperte in der Runde, erkennt, dass bereits vor Veröffentlichung ihre Enzyklopädie veraltet ist und ist nun fest entschlossen, seine Kenntnisse über die Entwicklung in der Populärmusik der jüngsten Vergangenheit aufzufrischen und verbringt einen ganzen Tag damit, Nachtclubs zu besuchen. Nachdem Frisbee für den nächsten Tag eine Reihe hochkarätiger Jazzmusiker zu einer Diskussionsrunde in der Stiftung eingeladen hat, lernt er die Nachtclub-Sängerin Honey Swanson kennen. Deren Gangsterfreund Tony Crow wird gerade wegen Mordes von der Polizei gesucht. Honey zeigt kein großes Interesse an dem Besuch in der Akademie, ändert aber schlagartig ihre Meinung, als ihr eine Vorladung zum Verhör von der Staatsanwalt in Sachen Crow vorgelegt wird. Sie glaubt, dass dieser Hort der Musikerforschung für sie ein ideales Versteck sei, um erst einmal unterzutauchen. In diesem Versteck werde wohl niemand von der Staatsmacht erscheinen. In Honeys Begleitung befinden sich Tonys Handlanger Joe und Monte. An diesem heimeligen Ort will Honey so lange bleiben, bis sie mit dem ebenfalls abgetauchten Tony wieder zusammenkommen kann.
Auch Frisbees Professorenkollegen zeigen sich hocherfreut angesichts der sinnlichen und verführerischen Erscheinung Honey Swansons, die frischen Wind in die muffige Akademikerstube bringt und offensichtlich jedem der Männer den Kopf verdreht. Am darauf folgenden Morgen sitzt sie am runden Tisch der verknöcherten älteren Herren und wird zur Inspiration beim Lernen in Sachen moderner, US-amerikanischer Musik. Bald darauf erhält die dunkelblonde Sirene von Monte und Joe einen großen diamantenen Verlobungsring von Tony überreicht. Tony weiß, dass Honey, wenn sie erst einmal seine Verlobte ist, nicht mehr gegen ihn aussagen muss. Doch die Gangsterbraut gewinnt, je länger sie sich unter den musikbegeisterten Herren aufhält und nunmehr mit ihrem Gesang auch an den Jam-Sessions teilnimmt, mehr und mehr Gefallen an dieser Truppe und wickelt den liebesbenebelten Hobart Frisbee mit ihren Küssen um den Finger. Dass Hobart in seinem Gefühlsüberschwang Honey sogleich einen Heiratsantrag macht, erschreckt jedoch die berechnende Honey zutiefst, die ihren Tony noch längst nicht abgeschrieben hat. Frisbee wiederum glaubt, dass der sich in New Jersey versteckt haltende Ganove, mit dem Honey telefoniert, der Vater seiner Angebeteten sein müsse und bittet diesen um Honeys Hand. Tony nutzt Hobarts Verwirrung, weil er sich davon erhofft, dass der Musikprofessor seine Honey sicher zu ihm bringen wird. Crow weist Frisbee an, mit Honey nach New Jersey zu fahren, damit ihre angeblich „kranke Mutter“ an der geplanten Hochzeit teilnehmen könne.
Honey, die nicht begeistert ist, den lieb gewonnenen Frisbee derart zu hintergehen, lässt sich dennoch auf Tonys infamen Plan ein. Die ältliche Haushälterin Miss Bragg wird von ihr in einen Schrank weggesperrt, da diese in der Zeitung von Tony und dessen Gangsterbraut gelesen hat und die Polizei zu holen beabsichtigt. Auch ahnt sie, dass Honey mit dem naiven Prof. Frisbee ein falsches Spiel spielt. Die Professorenkollegen Hobarts begleiten im Auto das mutmaßlich „junge Glück“ auf den Weg nach New Jersey. Ein Zusammenstoß mit einem Mietwagen zwingt die Truppe dazu, in einer Herberge zu übernachten. Dort telefonieren Honey und Tony miteinander, und ihr Gangsterfreund kündigt an, sie noch in derselben Nacht von dort abzuholen. Ehe Tony ankommt, gesteht Frisbee Honey seine Liebe. In der Zwischenzeit hat sich Miss Bragg aus dem Schrank befreien können und die Polizei über den Aufenthaltsort Honeys informiert. Als Tony und seine Bande im Gasthaus auftauchen, bemerkt Frisbee endlich, dass er betrogen wurde und stellt Honey zur Rede. Obwohl von ihr zutiefst enttäuscht, hilft er der Gangsterbraut dabei, nicht in die Hände der Polizei zu geraten. Honey gibt sich zerknirscht, und die Musikwissenschaftler kehren in ihre Forschungseinrichtung nach New York zurück. Dort wartet schon die Mäzenin Miss Totten, die sich über die skandalösen Schlagzeilen, dass ihre Stiftung in eine Gangsteraffäre involviert sei, schrecklich aufregt und den Musikforschern ebenso empört wie augenblicklich den Geldhahn zudreht. Tonys Handlanger Joe und Monte stürmen hinzu und teilen Frisbee mit, dass Honey Tony erklärt habe, dass sie ihn, Frisbee, liebe. Der bezeichnet den Musikprofessor als Waschlappen und kündigt an, seine Gangsterbraut vor Hobarts Augen im Stiftungsgebäude heiraten zu wollen. Dazu reisen er und Miss Swanson aus ihrem Versteck in New Jersey nach New York an. Doch es kommt erwartungsgemäß anders: Hobart Frisbee nimmt allen Mut zusammen und schlägt Tony kurz vor der Zeremonie nieder. Während Honey kleinlaut meint, dass sie Hobart gar nicht verdient habe, überzeugt Hobart Frisbee sie mit heißen Küssen vom Gegenteil.

## Produktionsnotizen
Die Dreharbeiten zu Die tollkühne Rettung der Gangsterbraut Honey Swanson begannen Mitte Juni 1947 und endeten am 26. September desselben Jahres. Die Welturaufführung fand stark verspätet am 19. Oktober 1948 in New York City statt, Massenstart war am 6. November 1948. Die deutsche Premiere fand am 27. Mai 1976 im ZDF statt.
George Jenkins und Perry Ferguson zeichneten für die Filmbauten verantwortlich, Julia Heron sorgte für die Ausstattung. Irene Sharaff schuf die Kostüme. John P. Fulton gestaltete die fotografischen Spezialeffekte. Fred Lau besorgte den Ton.
Es treten das Page Cavanaugh Trio, das Golden Gate Quartet sowie Russo and the Samba Kings auf. Gespielt werden unter anderem die Lieder „A Song Is Born“, „Daddy-O“, „I’m Getting Sentimental Over You“, „Flying Home“ und „Redskin Rumba“.

## Wissenswertes
Hawks selbst erzählte in einem Interview, dass er eigentlich überhaupt keine Lust hatte, dieses Remake seines Originals zu drehen, Produzent Goldwyn ihn aber mit einer Wochengage in Höhe von 25.000 Dollar gelockt habe und überreden konnte.

## Kritiken
Die Kritiken urteilten über das auf viele Rezensenten recht lustlos wirkende Remake durchgehend negativer als über Hawks Erstverfilmung Ball of Fire. Nachfolgend einige Beispiele:
Bosley Crowther urteilte in der New York Times einen Tag nach der Premiere: „Danny Kayes Bewunderer, die darin intensiver sind als alle anderen, werden sich wahrscheinlich die Augen reiben müssen um nach ‚ihrem Jungen‘ in A Song Is Born zu suchen. Danny, der durch diesen Film schlendert … ist nichts als ein Schatten des glitzernden Komikers, den die Filmfans zu lieben begannen. In der Tat  hat er etwas von einem Gespenst inmitten eines Mischmaschs lebhafter Auftritte. Und um das Ganze vollkommen deprimierend zu machen, singt er auch nicht mal ein einziges Lied. Stattdessen wird dieser explosive junge Bursche darauf reduziert, einen Typen zu spielen, mit einem befremdlich pedantischen Verständnis von Musik und einer Lebensignoranz.“
Der Movie & Video Guide stellte fest, der Film sei „eine verwässerte Neuverfilmung von BALL OF FIRE“, gebe „Danny einiges gutes Material und ermöglicht einer Reihe ausgezeichneter Jazzgrößen ihr Können zu zeigen“.
Im Lexikon des Internationalen Films heißt es: „Der Komödienstoff wurde von Howard Hawks innerhalb von sieben Jahren zweimal verfilmt (…) Diese zweite Verfilmung ist ein eher müder Aufguß, überdreht, aber nur mit begrenztem Unterhaltungswert. Was dem Film einiges Interesse sichert, ist der Auftritt amerikanischer Jazzmusik-Größen wie Tommy Dorsey, Louis Armstrong, Lionel Hampton, und das Golden Gate Quartet.“
Halliwell’s Film Guide fand, der Film sei „ein flaches Remake von Ball of Fire, geadelt durch einen Reigen erstrangiger Musiktalente.“